# Dushujian
Dushujian (kinesiska: 独竖尖) är ett berg i Kina. Det ligger i provinsen Jiangxi, i den sydöstra delen av landet, omkring 200 kilometer sydost om provinshuvudstaden Nanchang. Toppen på Dushujian är 2 085 meter över havet.
Runt Dushujian är det ganska tätbefolkat, med 72 invånare per kvadratkilometer. Närmaste större samhälle är Wuyishan, 15,8 km nordost om Dushujian. I omgivningarna runt Dushujian växer i huvudsak blandskog.
Genomsnittlig årsnederbörd är 2 698 millimeter. Den regnigaste månaden är juni, med i genomsnitt 463 mm nederbörd, och den torraste är oktober, med 32 mm nederbörd.